# Jour de Louis Riel
Le jour de Louis Riel (parfois appelé Journée Louis Riel) est un jour férié célébré le troisième lundi de février, en reconnaissance des efforts du chef métis Louis Riel pour préserver la culture métisse et francophone du Manitoba. Riel a été pendu pour trahison en 1885 à la suite d'un procès controversé pendant lequel le premier ministre fédéral John A. Macdonald a exprimé sa détermination de le voir condamné puis exécuté.  
Au cours de son procès, Riel a notamment déclaré « Je sais que par la grâce de Dieu, je suis le fondateur du Manitoba. ». 
L'origine du jour férié remonte à 2007 lorsque le gouvernement du Manitoba a demandé aux écoles manitobaines de choisir un nom pour ce jour férié. Le nom de Louis Riel avait été suggéré par onze écoles. Une loi proclamant le troisième lundi de février la Journée Louis Riel a été adoptée par l'Assemblée législative du Manitoba le 17 avril 2007 et célébrée pour la première fois le 18 février 2008. Cette fête coïncide également avec la célébration annuelle du Festival du voyageur à Winnipeg.
Dans huit provinces canadiennes sur dix, ce même jour est également férié, mais il porte d'autres noms, tels que Jour de la famille en Alberta, en Colombie-Britannique, au Nouveau-Brunswick, en Ontario et en Saskatchewan, Journée du patrimoine en Nouvelle-Écosse et de la fête des Insulaires à l'Île-du-Prince-Édouard,.

## Projets de loi fédéraux
Des projets de loi ont déjà été proposés à la Chambre des communes du Canada pour la commémoration de Louis Riel. Voir, par exemple:  
- le projet de loi C‑324, Loi concernant Louis Riel, présenté le 4 décembre 2002[10]
- le projet de loi C-380, Loi concernant la désignation du jour de Louis Riel et annulant la déclaration de culpabilité prononcée contre celui-ci le 1er août 1885[11].